# The Night Out
«The Night Out» es una canción realizada por el DJ y productor francés Martin Solveig. Fue lanzado como el quinto sencillo de su quinto álbum de estudio Smash, el 2 de abril de 2012, en formato EP incluyendo remixes de “The Night Out” y de sus sencillos anteriores. La canción fue compuesta y producida por el mismo Solveig, además de ser el vocalista de la misma.

## Video musical
El video fue dirigido por Tristan Seguela y el mismo Solveig. El video cuenta con la participación especial de numerosos productores de la escena electrónica. Al inicio, muestra a una superbanda en un estudio de grabación, conformada por Solveig como cantante, Sidney Samson, (“Snatch Boogie”) quien aparece con una peluca, haciendo las veces de guitarrista, A-Trak (“Trizzy Manzarek”) en el bajo, y Laidback Luke (“Cool hand”) en batería, interpretando la canción. También en el estudio aparecen haciendo de ingenieros de sonido, los jóvenes productores Madeon, Zedd, Porter Robinson y Dillon Francis. Mientras transcurre la historia, en torno a la primera cita de Solveig con SHE (Flo Lafaye), donde la invita al cine a ver el estreno del video, cenan, hacen un recorrido en moto por las calles de París, luego se dirigen a una discoteca y por último, su mánager Lafaille, termina invitándolos a un pequeño crucero brindándole una velada romántica por el Río Sena.

## Listado de canciones
| Descarga digital |                                                                 |          |  |
| N.º              | Título                                                          | Duración |  |
| 1.               | «The Night Out» (A-Trak vs. Martin Rework)                      | 3:52     |  |
| 2.               | «The Night Out» (Madeon Remix)                                  | 3:39     |  |
| 3.               | «The Night Out» (A-Trak Remix)                                  | 5:59     |  |
| 4.               | «Can't Stop (con Dragonette)»                                   | 3:37     |  |
| 5.               | «Hello» (Why Are We Whispering Remix)                           | 3:04     |  |
| 6.               | «Ready 2 Go» (Initial SHE Version)                              | 4:32     |  |
| 7.               | «Big In Japan» (Les Bros Remix)                                 | 5:30     |  |
| 8.               | «The Night Out» (TheFatRat Remix)                               | 5:17     |  |
| 9.               | «The Night Out» (Maison And Dragen Remix)                       | 5:54     |  |
| 10.              | «The Night Out» (François-Xavier Mounoury & Matthew Adda Remix) | 5:08     |  |
| 11.              | «The Night Out» (Single Version)                                | 4:15     |  |

## Posicionamiento en listas
| Listas (2012)                         | Mejor posición |
| ------------------------------------- | -------------- |
| Alemania (Media Control AG)           | 71             |
| Bélgica (Flandes) (Ultratop 50)       | 23             |
| Bélgica (Valonia) (Ultratop 50)       | 22             |
| Escocia (Official Charts Company)     | 27             |
| Estados Unidos (Hot Dance Club Songs) | 1              |
| Francia (SNEP)                        | 78             |
| Reino Unido (UK Dance Chart)          | 5              |
| Reino Unido (UK Singles Chart)        | 36             |
| República Checa (Rádio Top 100)       | 22             |

## Historial de lanzamientos
| País           | Fecha              | Formato          | Discográfica         |
| -------------- | ------------------ | ---------------- | -------------------- |
| Bélgica        | 2 de abril de 2012 | Descarga digital | Temps D'Avance       |
| Francia        | 2 de abril de 2012 | Descarga digital | Temps D'Avance       |
| Estados Unidos | 3 de abril de 2012 | Descarga digital | Big Beat Records     |
| Alemania       | 6 de abril de 2012 | Descarga digital | Kontor Records       |
| Reino Unido    | 20 de mayo de 2012 | Descarga digital | All Around the World |
| Irlanda        | 20 de mayo de 2012 | Descarga digital | All Around the World |

### Sucesión en listas
| Predecesor: «I Heart You» de Toni Braxton | Dance/Club Play Songs — Sencillo N° 1 7 de julio de 2012 — 13 de julio de 2012 | Sucesor: «I Don't Like You» de Eva Simons |